# أبل فالي
أبل فالي هي مدينة تقع في شمال غرب مقاطعة داكوتا من ولاية مينيسوتا في الولايات المتحدة الأمريكية، واحدى ضواحي توين سيتيز. بلغ عدد سكانها 45527 نسمة في تعداد عام 2000 ، مما يجعلها المدينة رقم 15 من الأكثر اكتظاظا بالسكان في ولاية مينيسوتا .

## التركيبة السكانية
قام مكتب تعداد الولايات المتحدة بتحديد بيانات التركيبة السكانية لأبل فاليفي تعداد الولايات المتحدة. في ما يلي، التركيبة السكانية حسب تعدادي 2000 و2010.

### تعداد عام 2000
بلغ عدد سكان أبل فالي 45,527 نسمة بحسب تعداد عام 2000، وبلغ عدد الأسر 16,344 أسرة وعدد العائلات 12,405 عائلة مقيمة في المدينة.
وتوزع التركيب العرقي للمدينة بنسبة 91.81% من البيض و0.29% من الأمريكيين الأصليين و3.39% من الأمريكيين ذوي الأصول الآسيوية و0.04% من سكان جزر المحيط الهادئ و1.91% من الأمريكيين الأفارقة و1.69% من عرقين مختلطين أو أكثر.
بلغ عدد الأسر 16,344 أسرة كانت نسبة 42.5% منها لديها أطفال تحت سن الثامنة عشر تعيش معهم، وبلغت نسبة الأزواج القاطنين مع بعضهم البعض 63.7% من أصل المجموع الكلي للأسر، ونسبة 9.0% من الأسر كان لديها معيلات من الإناث دون وجود شريك، وكانت نسبة 24.1% من غير العائلات. تألفت نسبة 19.3% من أصل جميع الأسر من أفراد ونسبة 4.0% كانوا يعيش معهم شخص وحيد يبلغ من العمر 65 عاماً فما فوق. وبلغ متوسط حجم الأسرة المعيشية 3.21، أما متوسط حجم العائلات فبلغ 2.77.
بلغ العمر الوسطي للسكان 34 عاماً. وكانت نسبة 29.7% من القاطنين تحت سن الثامنة عشر، وكانت نسبة 7.2% بين الثامنة عشر والأربعة وعشرون عاماً، ونسبة 33.1% كانت واقعةً في الفئة العمرية ما بين الخامسة والعشرين حتى الرابعة والأربعين عاماً، ونسبة 24.4% كانت ما بين الخامسة والأربعين حتى الرابعة والستين، ونسبة 5.5% كانت ضمن فئة الخامسة والستين عاماً فما فوق. يوجد لكل 100 أنثى 95.6 ذكر، ويوجد لكل 100 أنثى في الثامنة عشر من عمرها فما فوق 92.4 ذكر.
وكان متوسط دخل الذكور 50,636 دولار مقابل 33,315 دولار للإناث. وسجل دخل الفرد الخاص بالمدينة 29,477 دولار. وكانت نسبة 1.1% من العائلات ونسبة 2.1% من السكان تحت خط الفقر، وكان من هؤلاء نسبة 2.0% تحت سن الثامنة عشر ونسبة 3.8% في الخامسة والستين من العمر وما فوق.

### تعداد عام 2010
بلغ عدد سكان أبل فالي 49,084 نسمة بحسب تعداد عام 2010، وبلغ عدد الأسر 18,875 أسرة وعدد العائلات 13,382 عائلة مقيمة في المدينة. في حين سجلت الكثافة السكانية 2,911.3 نسمة لكل ميل مربع (1,124.1/كم2). وبلغ عدد الوحدات السكنية 19,600 وحدة بمتوسط كثافة قدره 1,162.5 لكل ميل مربع (448.8/كم2).
وتوزع التركيب العرقي للمدينة بنسبة 83.8% من البيض و0.4% من الأمريكيين الأصليين و5.3% من الأمريكيين ذوي الأصول الآسيوية و0.1% من سكان جزر المحيط الهادئ و5.5% من الأمريكيين الأفارقة و3.0% من عرقين مختلطين أو أكثر.
بلغ عدد الأسر 18,875 أسرة كانت نسبة 35.2% منها لديها أطفال تحت سن الثامنة عشر تعيش معهم، وبلغت نسبة الأزواج القاطنين مع بعضهم البعض 56.7% من أصل المجموع الكلي للأسر، ونسبة 10.2% من الأسر كان لديها معيلات من الإناث دون وجود شريك، بينما كانت نسبة 4.0% من الأسر لديها معيلون من الذكور دون وجود شريكة وكانت نسبة 29.1% من غير العائلات. تألفت نسبة 23.6% من أصل جميع الأسر من أفراد ونسبة 6.4% كانوا يعيش معهم شخص وحيد يبلغ من العمر 65 عاماً فما فوق. وبلغ متوسط حجم الأسرة المعيشية 3.07، أما متوسط حجم العائلات فبلغ 2.58.
بلغ العمر الوسطي للسكان 37.9 عاماً. وكانت نسبة 25.4% من القاطنين تحت سن الثامنة عشر، وكانت نسبة 7.3% بين الثامنة عشر والأربعة وعشرون عاماً، ونسبة 27.5% كانت واقعةً في الفئة العمرية ما بين الخامسة والعشرين حتى الرابعة والأربعين عاماً، ونسبة 30.2% كانت ما بين الخامسة والأربعين حتى الرابعة والستين، ونسبة 9.6% كانت ضمن فئة الخامسة والستين عاماً فما فوق. وتوزع التركيب الجنسي للسكان بنسبة 48.5% ذكور و51.5% إناث.